# Stjärnhov
Stjärnhov är en tätort i Gryts socken i Gnesta kommun i Södermanlands län. Orten är belägen vid sjön Naten, cirka 20 kilometer väster om Gnesta.

## Historia

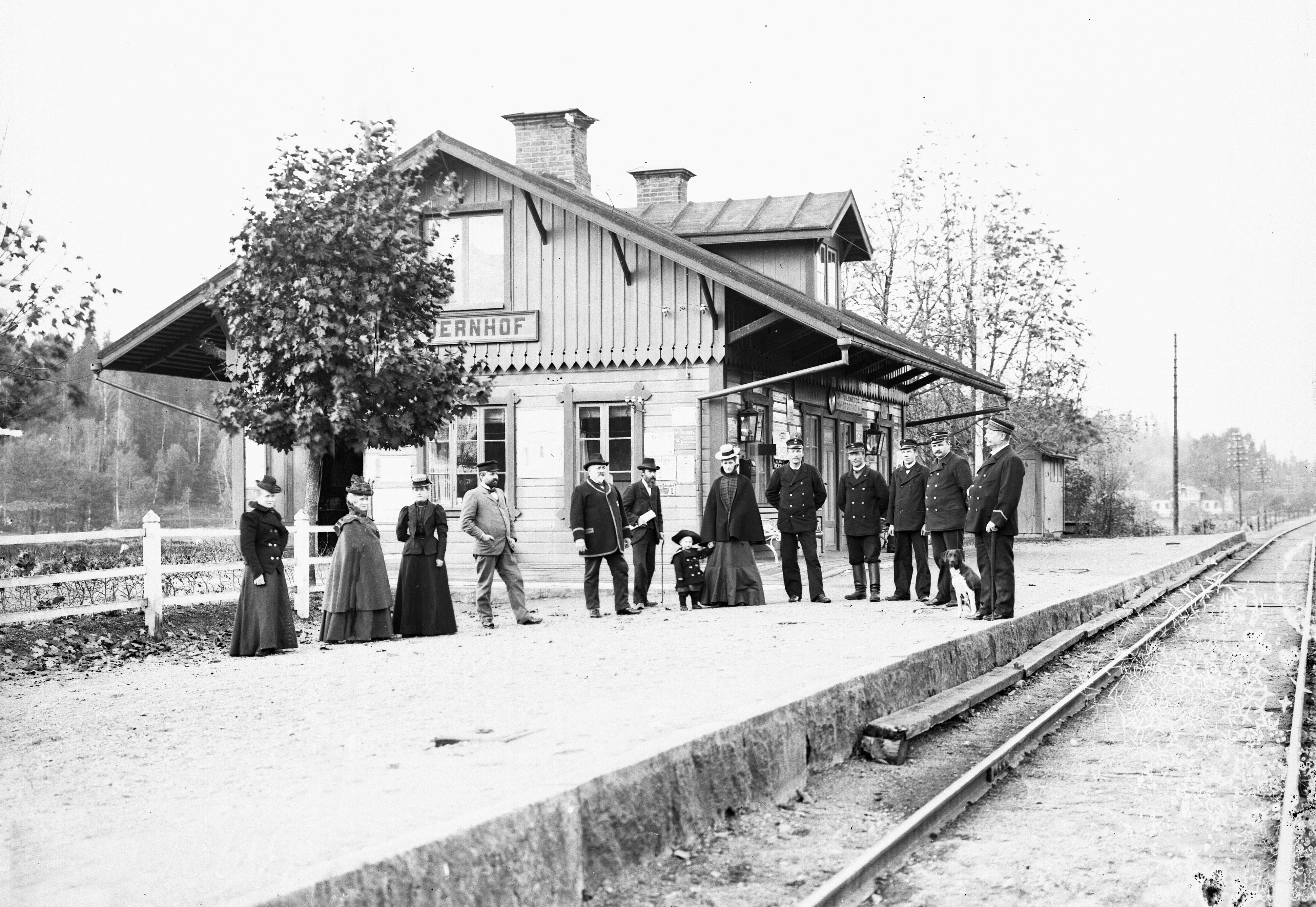
Stjärnhovs station, 1902.

Själva samhället Stjärnhov har sitt ursprung i den bebyggelse som framväxte efter 1862 då Västra stambanan drogs genom socknen och ett stationshus anlades. Mark till stationshuset uppläts av överstelöjtnant Sigge Ulfsparre, dåvarande ägaren till Stjärnhovs säteri, och stationen fick därigenom namnet Stjärnhov. Stationshuset låg ursprungligen på den västra (norra) sidan om järnvägen. 
Vid okänd tidpunkt flyttades byggnaden (eller uppfördes ett nytt stationshus) till den östra (södra) sidan. Häradsekonomiska kartan 1897–1902 samt ett fotografi, som uppges taget 1902, visar stationshuset i det senare läget. Eldrift infördes 1926. Dubbelspår österut till Björnlunda 1951 och västerut till Sparreholm 1953. Stationen lades ner på 1960-talet. Den enda kvarvarande järnvägsbyggnaden är bostadshuset Dagavägen 9B, en välhållen så kallad stinsvilla. Intill stationsområdet låg och fortfarande ligger Nässelsta kvarn omnämnd redan 1381 och nedlagd 1973.
Namnet Stjärnhov eller Stiernehov är dock av ungt datum; en ny ägare, krigsrådet Carl Christian von Stiernefelt, fick 1815 tillstånd att ändra säteriets ursprungliga namn Nässelsta till Stjärnhov. Namnbytet relaterar också till en intilliggande Hovgården som då slagits samman med Nässelsta.

## Samhället
I Stjärnhov finns det en skola som heter Kvarnbackaskolan och har cirka 100 elever från förskoleklass till och med årskurs 6. I närheten av Stjärnhov ligger även före detta Solbacka läroverk.
Det finns en idrottsplats som heter Dammhagen. Där finns även fotbollsplan, dansbana och badplats med sommaröppen kiosk. Det finns även en Ica-butik, ICA Nära Strandhallen.

## Kommunikationer
Västra stambanan som öppnades år 1862 går genom Stjärnhov, dock är stationen numera nedlagd och närmaste stationer är Flen och Gnesta, den senare också med Stockholms pendeltåg. Sörmlandstrafikens buss 589 går längs riksväg 57, som bl.a. går genom Stjärnhov, mellan Flen och Gnesta.

### Befolkningsutveckling
| Befolkningsutvecklingen i Stjärnhov 1950–2020 | Befolkningsutvecklingen i Stjärnhov 1950–2020 | Befolkningsutvecklingen i Stjärnhov 1950–2020 | Befolkningsutvecklingen i Stjärnhov 1950–2020 | Befolkningsutvecklingen i Stjärnhov 1950–2020 |
| --------------------------------------------- | --------------------------------------------- | --------------------------------------------- | --------------------------------------------- | --------------------------------------------- |
|                                               |                                               |                                               |                                               |                                               |
| År                                            |                                               |                                               | Folkmängd                                     | Areal (ha)                                    |
| 1950                                          | 1950                                          |                                               | 492                                           |                                               |
| 1960                                          | 1960                                          |                                               | 472                                           |                                               |
| 1965                                          | 1965                                          |                                               | 429                                           |                                               |
| 1970                                          | 1970                                          |                                               | 445                                           |                                               |
| 1975                                          | 1975                                          |                                               | 543                                           |                                               |
| 1980                                          | 1980                                          |                                               | 596                                           |                                               |
| 1990                                          | 1990                                          |                                               | 582                                           | 95                                            |
| 1995                                          | 1995                                          |                                               | 582                                           | 96                                            |
| 2000                                          | 2000                                          |                                               | 598                                           | 97                                            |
| 2005                                          | 2005                                          |                                               | 588                                           | 97                                            |
| 2010                                          | 2010                                          |                                               | 549                                           | 97                                            |
| 2015                                          | 2015                                          |                                               | 555                                           | 112                                           |
| 2020                                          | 2020                                          |                                               | 574                                           | 112                                           |
|                                               |                                               |                                               |                                               |                                               |

## Bilder

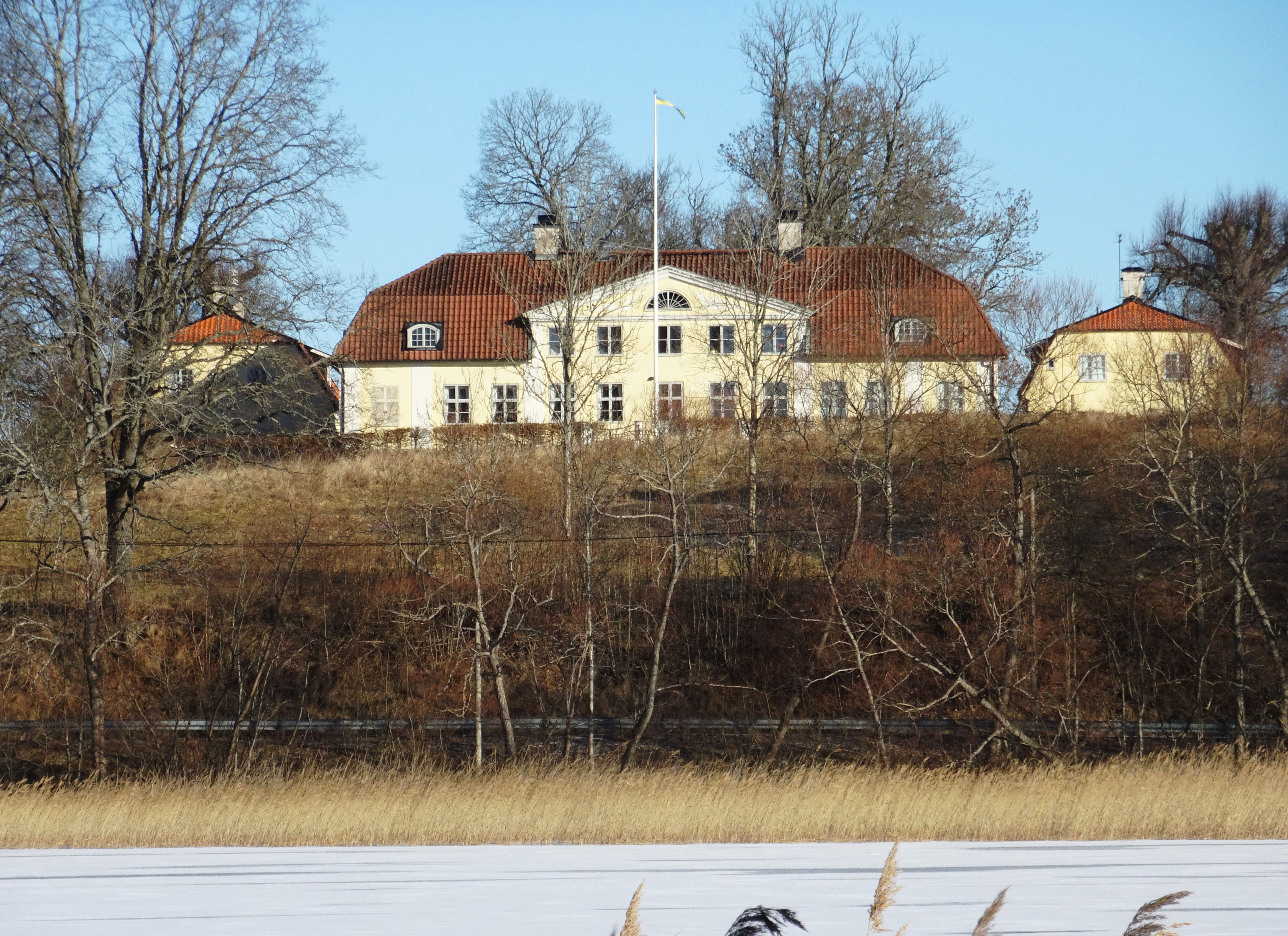
Stjärnhovs säteri.
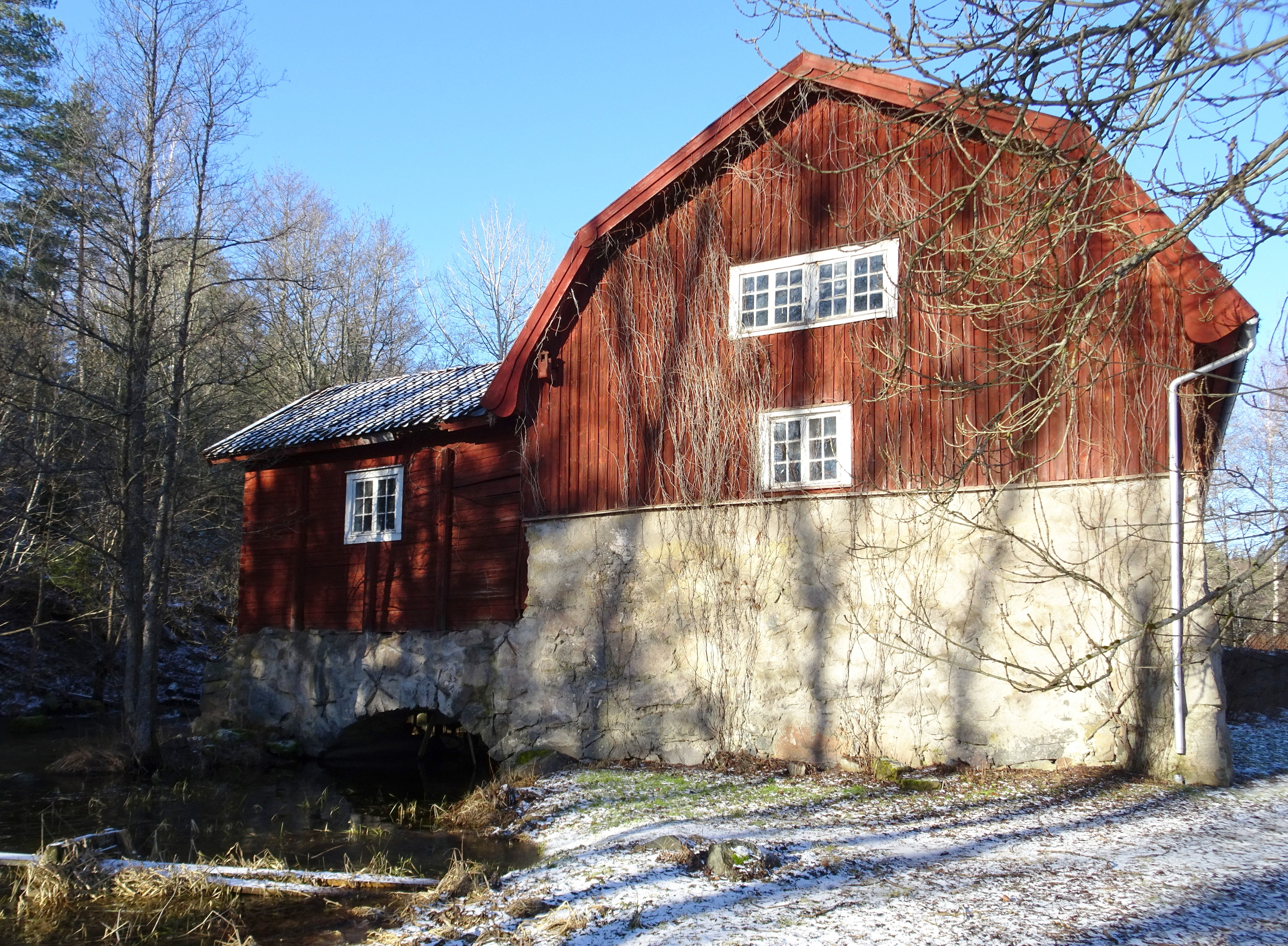
Nässelsta kvarn.
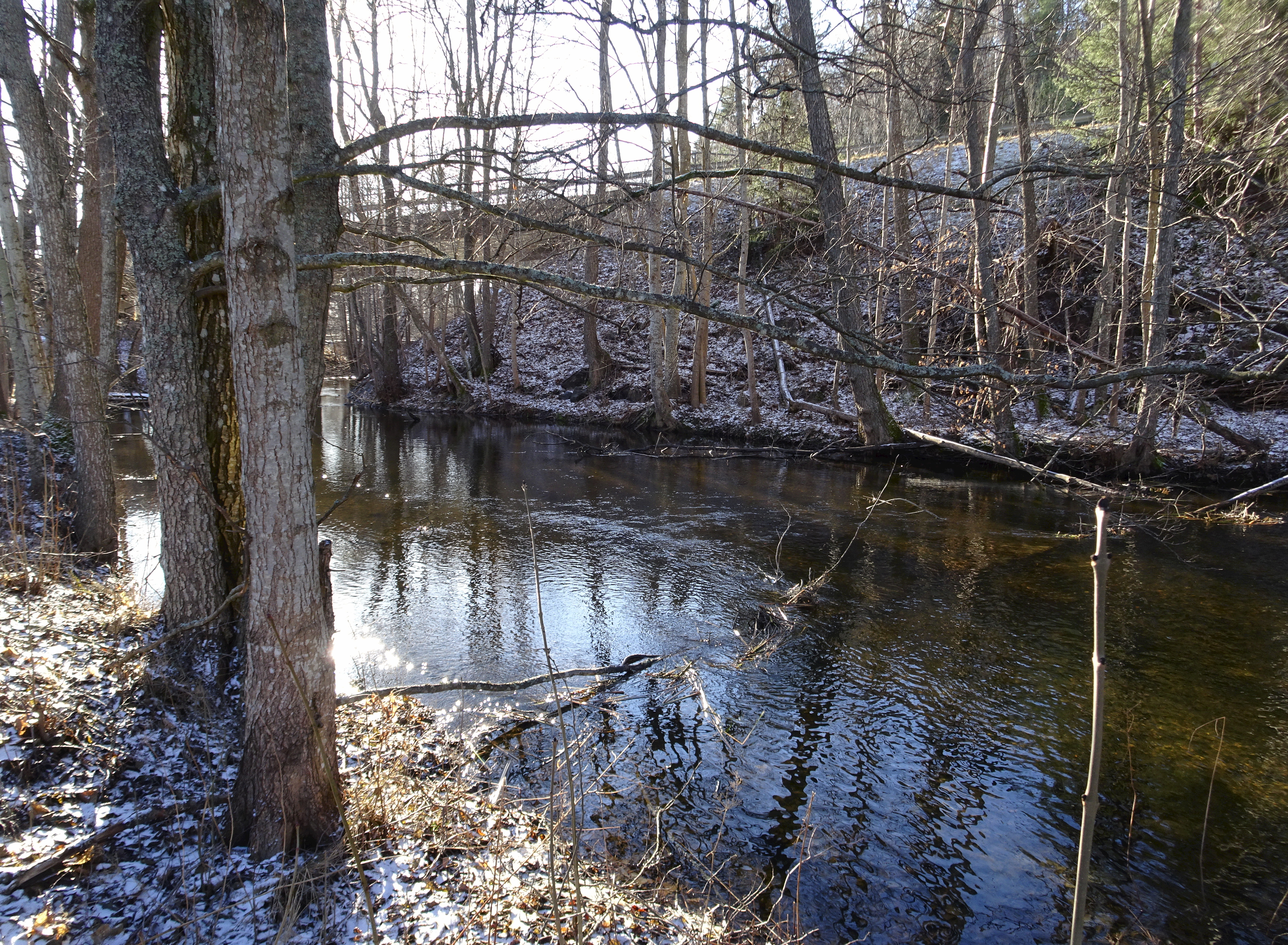
Nässelstaån.
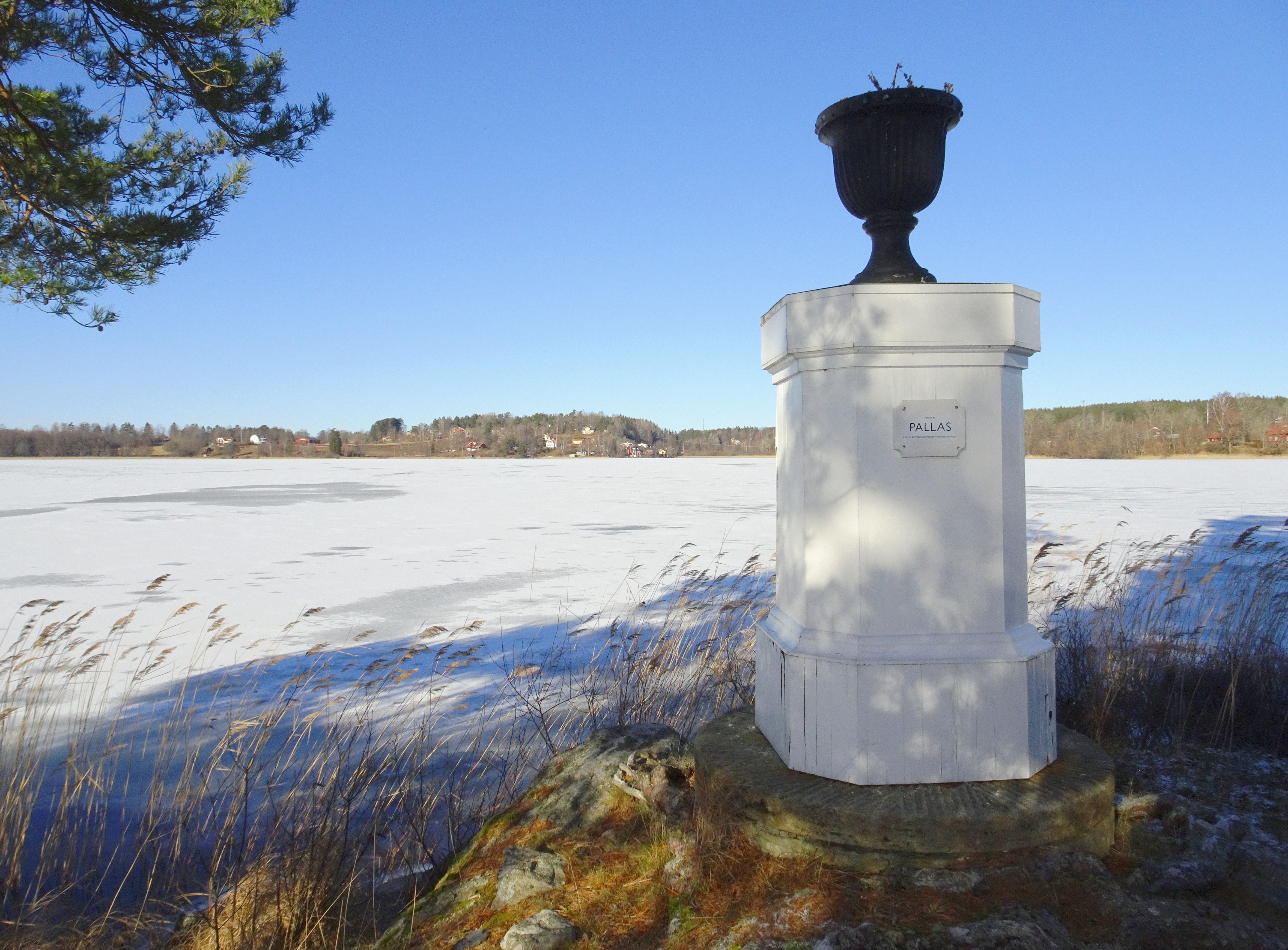
Stjärnhov sedd över sjön Naten från Gåsudden.